# Cepoy
 Cepoy  es una población y comuna francesa, situada en la región de Centro, departamento de Loiret, en el distrito de Montargis y cantón de Châlette-sur-Loing.

## Demografía
| 1664 | 1584 | 1543 | 1856 | 1993 | 2064 | 2308 | 2347 | 2367 |
| Para los censos de 1962 a 1999 la población legal corresponde a la población sin duplicidades (Fuente: INSEE [Consultar]) |      |      |      |      |      |      |      |      |